# تیم ملی فوتبال زنان نروژ
تیم ملی فوتبال زنان نروژ نمایندهٔ زنان این کشور در ردهٔ ملی است. این تیم زیر نظر فدراسیون فوتبال نروژ اداره می‌شود. تیم نروژ قهرمان پیشین اروپا، جهان، المپیک و یکی از موفق‌ترین تیم‌های ملی است. بازیکنان این تیم از سراسر جهان و لیگ برتر نروژ تاپسرین انتخاب شده‌اند.

## تاریخچه
تیم فوتبال زنان نروژ در سال ۱۹۷۸ تأسیس شد. این تیم در اروپا زودتر کار خود را آغاز کرد اما نسبت به کشورهای اسکاندیناوی دیرتر تأسیس شد. تیم فوتبال زنان نروژ فاصله کیفی زیادی با تیم‌های کشورهای سوئد و دانمارک داشت. این تیم موفق شد نخستین برد خود را در برابر ایرلند شمالی بدست آورد.
با وجود اینکه آن‌ها نسبت به کشورها همسایهٔ خود در اسکاندیناوی یک تیم درجه دوم شمرده می‌شوند
اما در مقایسه با کشورهای اروپایی بهتر هستند. نروژ موفق شده‌است تیم‌های فرانسه، سوئیس و انگلیس را شکست دهد.

## پیشینه

### جام جهانی فوتبال زنان
| سال   | نتیجه          | تعداد بازی | برد | تساوی* | باخت | گل زده | گل خورده |
| ----- | -------------- | ---------- | --- | ------ | ---- | ------ | -------- |
| ۱۹۹۱  | نایب قهرمان    | ۶          | ۴   | ۰      | ۲    | ۱۴     | ۱۰       |
| ۱۹۹۵  | قهرمان         | ۶          | ۶   | ۰      | ۰    | ۲۳     | ۱        |
| ۱۹۹۹  | مقام چهارم     | ۶          | ۴   | ۱      | ۱    | ۱۶     | ۸        |
| ۲۰۰۳  | یک چهارم نهایی | ۴          | ۲   | ۰      | ۲    | ۱۰     | ۶        |
| ۲۰۰۷  | مقام چهارم     | ۶          | ۳   | ۱      | ۲    | ۱۲     | ۱۱       |
| ۲۰۱۱  | مرحلهٔ گروهی    | ۳          | ۱   | ۰      | ۲    | ۲      | ۵        |
| ۲۰۱۵  | یک شانزدهم     | ۴          | ۲   | ۱      | ۱    | ۹      | ۴        |
| ۲۰۱۹  | یک چهارم نهایی | ۵          | ۲   | ۱      | ۲    | ۷      | ۷        |
| مجموع | ۸/۸            | ۴۰         | ۲۴  | ۴      | ۱۲   | ۹۳     | ۵۲       |

| تاریخچه جام جهانی فوتبال زنان | تاریخچه جام جهانی فوتبال زنان | تاریخچه جام جهانی فوتبال زنان | تاریخچه جام جهانی فوتبال زنان | تاریخچه جام جهانی فوتبال زنان | تاریخچه جام جهانی فوتبال زنان           |
| سال                           | دور                           | تاریخ                         | حریف                          | نتیجه                         | ورزشگاه                                 |
| ----------------------------- | ----------------------------- | ----------------------------- | ----------------------------- | ----------------------------- | --------------------------------------- |
| ۱۹۹۱                          | مرحلهٔ گروهی                   | ۱۶ نوامبر                     | چین                           | L 0–4                         | ورزشگاه تیانهه، گوانگ‌ژو                 |
| ۱۹۹۱                          | مرحلهٔ گروهی                   | ۱۹ نوامبر                     | نیوزیلند                      | W 4–0                         | ورزشگاه استانی خلق گوانگ‌ژو، گوانگ‌ژو     |
| ۱۹۹۱                          | مرحلهٔ گروهی                   | ۲۱ نوامبر                     | دانمارک                       | W 2–1                         | ورزشگاه هنری فوک، پانیو                 |
| ۱۹۹۱                          | یک چهارم نهایی                | ۲۴ نوامبر                     | ایتالیا                       | W 3–2                         | ورزشگاه ژیانگمن، ژیانگمن                |
| ۱۹۹۱                          | نیمه نهایی                    | ۲۷ نوامبر                     | سوئد                          | W 4–1                         | هنری فوک، پانیو                         |
| ۱۹۹۱                          | فینال                         | ۳۰ نوامبر                     | ایالات متحده آمریکا           | L 1–2                         | ورزشگاه تیانهه، گوانگ‌ژو                 |
| ۱۹۹۵                          | مرحلهٔ گروهی                   | ۶ ژوئن                        | نیجریه                        | W 8–0                         | ورزشگاه تینگوالان ای پیه، کارلشته       |
| ۱۹۹۵                          | مرحلهٔ گروهی                   | ۸ ژوئن                        | انگلستان                      | W ۲–۰                         | ورزشگاه تینگوالان ای پیه، کارلشته       |
| ۱۹۹۵                          | مرحلهٔ گروهی                   | ۱۰ ژوئن                       | کانادا                        | W 7–0                         | Strömvallen, Gävle                      |
| ۱۹۹۵                          | یک چهارم نهایی                | ۱۳ ژوئن                       | دانمارک                       | W 3–1                         | ورزشگاه تینگوالان ای پیه، کارلشته       |
| ۱۹۹۵                          | نیمه نهایی                    | ۱۵ ژوئن                       | ایالات متحده آمریکا           | W 1–0                         | Arosvallen, Västerås                    |
| ۱۹۹۵                          | فینال                         | 18 June                       | آلمان                         | W 2–0                         | Råsunda Stadium, Solna                  |
| ۱۹۹۹                          | مرحلهٔ گروهی                   | 20 June                       | روسیه                         | W 2–1                         | Foxboro Stadium, Foxborough             |
| ۱۹۹۹                          | مرحلهٔ گروهی                   | 23 June                       | کانادا                        | W 7–1                         | Jack Kent Cooke Stadium , Landover      |
| ۱۹۹۹                          | مرحلهٔ گروهی                   | 26 June                       | ژاپن                          | W 4–0                         | Soldier Field, Chicago                  |
| ۱۹۹۹                          | یک چهارم نهایی                | 30 June                       | سوئد                          | W 3–1                         | Spartan Stadium, San Jose               |
| ۱۹۹۹                          | نیمه نهایی                    | 4 July                        | چین                           | L 0–5                         | Foxboro Stadium, Foxborough             |
| ۱۹۹۹                          | رده‌بندی                       | 10 July                       | برزیل                         | D ۰–۰ (۴–۵ پنالتی)            | Rose Bowl, Pasadena                     |
| ۲۰۰۳                          | مرحلهٔ گروهی                   | 20 September                  | فرانسه                        | W 2–0                         | Lincoln Financial Field, Philadelphia   |
| ۲۰۰۳                          | مرحلهٔ گروهی                   | 24 September                  | برزیل                         | L 1–4                         | RFK Stadium, Washington, D.C.           |
| ۲۰۰۳                          | مرحلهٔ گروهی                   | 27 September                  | کرهٔ جنوبی                     | W 7–1                         | Gillette Stadium, Foxborough            |
| ۲۰۰۳                          | یک چهارم نهایی                | 1 October                     | ایالات متحده آمریکا           | L ۰–۱                         | Gillette Stadium, Foxborough            |
| ۲۰۰۷                          | مرحلهٔ گروهی                   | 12 September                  | کانادا                        | W 2–1                         | Yellow Dragon Sports Center, Hangzhou   |
| ۲۰۰۷                          | مرحلهٔ گروهی                   | 15 September                  | استرالیا                      | D ۱–۱                         | Yellow Dragon Sports Center, Hangzhou   |
| ۲۰۰۷                          | مرحلهٔ گروهی                   | 20 September                  | غنا                           | W ۷–۲                         | Yellow Dragon Sports Center, Hangzhou   |
| ۲۰۰۷                          | یک چهارم نهایی                | 23 September                  | چین                           | W 1–0                         | Wuhan Stadium , Wuhan                   |
| ۲۰۰۷                          | نیمه نهایی                    | 26 September                  | آلمان                         | L 0–3                         | Tianjin Olympic Centre Stadium, Tianjin |
| ۲۰۰۷                          | رده‌بندی                       | 30 September                  | ایالات متحده آمریکا           | L 1–4                         | Hongkou Stadium, Shanghai               |
| ۲۰۱۱                          | مرحلهٔ گروهی                   | 29 June                       | گینه استوایی                  | W 1–0                         | Impuls Arena, Augsburg                  |
| ۲۰۱۱                          | مرحلهٔ گروهی                   | 3 July                        | برزیل                         | L 0–3                         | Volkswagen-Arena, Wolfsburg             |
| ۲۰۱۱                          | مرحلهٔ گروهی                   | 6 July                        | استرالیا                      | L 1–2                         | BayArena, Leverkusen                    |
| ۲۰۱۵                          | مرحلهٔ گروهی                   | 7 June                        | تایلند                        | W 4–0                         | TD Place Stadium, Ottawa                |
| ۲۰۱۵                          | مرحلهٔ گروهی                   | 11 June                       | آلمان                         | D ۱–۱                         | TD Place Stadium, Ottawa                |
| ۲۰۱۵                          | مرحلهٔ گروهی                   | 15 June                       | ساحل عاج                      | W 3–1                         | Moncton Stadium, Moncton                |
| ۲۰۱۵                          | یک شانزدهم                    | 22 June                       | انگلستان                      | L 1–2                         | TD Place Stadium, Ottawa                |
| ۲۰۱۹                          | مرحلهٔ گروهی                   | 8 June                        | نیجریه                        | W 3–0                         | Stade Auguste-Delaune, Reims            |
| ۲۰۱۹                          | مرحلهٔ گروهی                   | 12 June                       | فرانسه                        | L 1–2                         | Allianz Riviera, Nice                   |
| ۲۰۱۹                          | مرحلهٔ گروهی                   | 17 June                       | کرهٔ جنوبی                     | W 2–1                         | Stade Auguste-Delaune, Reims            |
| ۲۰۱۹                          | یک شانزدهم                    | 22 June                       | استرالیا                      | D ۱–۱ (۴–۱ پنالتی)            | Allianz Riviera, Nice                   |
| ۲۰۱۹                          | یک چهارم نهایی                | 27 June                       | انگلستان                      | L 0–3                         | Stade Océane, Le Havre                  |